# ناصر کاظمی
ناصر کاظمی (۱۲ خرداد ۱۳۳۵ در تهران - ۶ شهریور ۱۳۶۱ در محور پیرانشهر _ سردشت) از فرماندهان سپاه پاسداران انقلاب اسلامی و فرماندار پاوه در زمان جنگ ایران و عراق بود که با گلوله تک تیراندازان گروه‌های مسلح کرد در محور پیرانشهر _ سردشت کشته شد.

## زندگی‌نامه
ناصر کاظمی، در خرداد ماه سال ۱۳۳۵ و در تهران متولد شد. او پس از پایان دوره متوسطه، در دانشگاه در رشته «پیراپزشکی و تربیت بدنی» پذیرفته شد. او به خاطر علاقه‌اش به تربیت بدنی، این رشته را ادامه داد و همزمان با تحصیل، در مدارس جنوب شهر تهران به کار تدریس مشغول گردید. از سال ۱۳۵۶ به جمع مخالفان حکومت پهلوی پیوست که در جریان مبارزه‌های سیاسی دستگیر و به «زندان قصر» منتقل شد. با پیروزی انقلاب ۵۷، همراه با تعدادی از زندانیان سیاسی از زندان آزاد شده و در خردادماه ۱۳۵۸ به عضویت سپاه پاسداران انقلاب اسلامی درآمد. پس از مدت کوتاهی به‌کارگیری در شهرستان «زابل» توسط سپاه پاسداران، جهت سرکوب شورش ۱۳۵۸ خوزستان به خرمشهر اعزام شد. کاظمی فعالیت خود را در پاوه، با سمت فرماندار آغاز کرد. او در مدت مسئولیتش در پاوه، به سرکوب مخالفان انقلاب در مناطق «باینگان»،‌ «نودشه»، «نیسانه»،‌ «نروی»‌،‌ «‌نوسود»،‌ «کله چناره» و «شمشی» پرداخت. پس از یک سال و نیم به سنندج رفت و در آنجا به عنوان «مسئول سپاه پاسداران کردستان» منصوب گردید. همچنین برای مقابله با گروه‌های مسلح مخالف با انقلاب در کردستان تیپ ویژه شهدا را تشکیل داد و فرماندهی آن را به عهده گرفت و تا زمان کشته شدنش، بارها با گروه‌های مسلح در جاده «‌بانه _ سردشت» و مناطق «کامیاران»، «‌مریوان»، «تکاب»،‌ «صائین دژ»،‌ «‌بوکان» و «سد بوکان» درگیر شد. سرانجام ناصر کاظمی در تاریخ ۶ شهریور ۱۳۶۱، در حین درگیری در محور پیرانشهر _ سردشت کشته شد.

## زندگی ورزشی
کاظمی به صورت حرفه ای فوتبال بازی می کرد و در تیم ایرانا به مربیگری پرویز دهداری عضویت داشت.

## آثار تولید شده در مورد ناصر کاظمی
به گزارش خبرگزاری کتاب ایران (ایبنا)، نشر «سوره مهر»، درباره ناصر کاظمی کتابی با عنوان «فوتبال و جنگ» منتشر کرده‌است که نویسنده آن محمود جوانبخت است. این کتاب روایتی داستانی دارد و شامل خاطراتی از او به نقل از همرزمانش در زمان جنگ ایران و عراق است.